# Arthur Legrand
Arthur Legrand (Parigi, 23 ottobre 1833 – Parigi, 8 maggio 1916) è stato un politico e avvocato francese.

## Biografia

### I primi anni
Arthur Marie Alexis Legrand nacque il 28 ottobre 1833 a Parigi. Suoi genitori furono Alexis Legrand (1791–1848) e Marie Françoise Anasthasie de Roux (1807–1859). Suo padre fu deputato per Mortain, Manche, durante la monarchia di luglio dal 1832 al 1848.

### La carriera
Arthur Legrand studiò legge e venne accettato come uditore al Consiglio di Stato, forte anche della posizione di suo padre che lo avvantaggiò nel divenire poi segretario di diverse commissioni di stato incluse quella della marina militare, del codice rurale, del credito alle istituzioni e della legislazione mineraria.
Legrand sposò Thérèse Charlotte Gamot (1841-1899) il 10 novembre 1860 a Tolone.
Nel 1862 fu a capo di una missione in Inghilterra in occasione dell'esposizione internazionale del 1862 ed al suo ritorno ottenne la legion d'onore. Nel 1865 e nel 1866 fu attaché al Consiglio Superiore del Commercio.
Nel 1866 Legrand venne eletto nel consiglio generale della Manche per il cantone di Barenton. Rappresentò Barenton sino al 1907. Sempre nel 1866 venne nominato "maestro delle richieste". Fu sindaco di Milly dal 1867 al 1916. Dopo che Léon Gambetta sciolse i consigli dipartimentali il 26 dicembre 1870, Legrand ed il conte Napoléon Daru protestarono  congiuntamente.

### L'Assemblea Nazionale

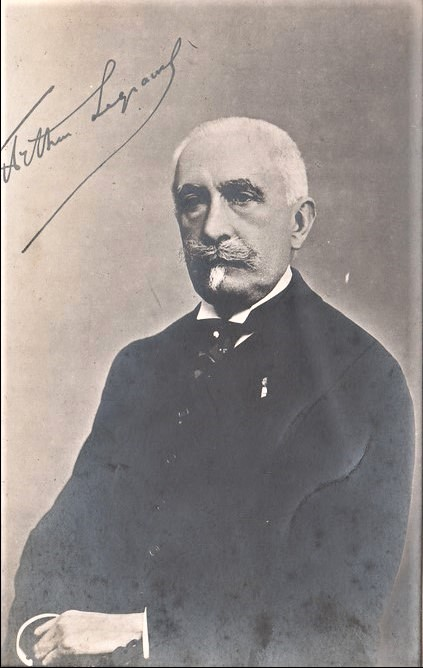
Arthur Legrand in una fotografia di fine Ottocento

L'8 febbraio 1871 Legrand venne eletto rappresentante della Manche nell'Assemblea Nazionale. Fu uno dei dieci fondatori originari del movimento politico Appel au peuple. Venne nominato membro della commissione per le ferrovie, i canali, i mercati, la banca di Francia ed il Sacro Cuore di Montmartre. Propose leggi anche nell'ambito dell'educazione primaria, della marina mercantile, della gendarmeria, delle distillerie e delle banche postali.
Votò a favore della legge d'esilio, della petizione dei vescovi, contro l'estensione del servizio militare obbligatorio a tre anni, per le dimissioni di Adolphe Thiers, per il decreto contro le sepolture civili ed a favore del mandato presidenziale di sette anni; si scontrò con Henri-Alexandre Wallon sulle leggi per l'educazione superiore. Il suo incarico terminò il 7 marzo 1876.
Legrand venne eletto alla camera dei deputati per il distretto di Mortain, Manche, il 20 febbraio 1876 con 9.898 voti contro i 3.904 del suo oppositore repubblicano. Riprese il suo posto tra i bonapartisti e sostenne la crisi del 16 maggio 1877. Dopo lo scioglimento delle camere, venne rieletto il 14 ottobre 1877. Votò nel gennaio del 1878 la proposta di Philippe Touchard. Venne rieletto il 21 agosto 1881.
Si batté per le leggi sull'educazione e per le politiche finanziarie coloniali. Non concorse alle elezioni del 1885 in disaccordo con altri candidati della lista. Terminò il proprio mandato il 14 ottobre 1885.
Legrand venne nuovamente eletto deputato per la Manche il 22 settembre 1889 ed ancora il 20 agosto 1893, l'8 maggio 1898, il 27 aprile 1902, il 6 maggio 1906, il 24 aprile 1910 ed il 26 aprile 1914, sempre con una larga maggioranza. Si batté per il suffragio universale nell'elezione del presidente della repubblica francese e prese parte su questo argomento a numerosi dibattiti.

### Morte
Arthur Legrand morì l'8 maggio 1916 a Parigi, venendo sepolto nel cimitero di Pére Lachaise. Era ufficiale dell'Académie française e membro della Société d'Economie politique.